# Juanjo Cobo
Juan José Cobo Acebo (Torrelavega, Cantabria, 11 de febrero de 1981), más conocido como Juanjo Cobo, es un exciclista profesional español. Se le apoda El Bisonte de La Pesa en la localidad donde creció y reside, Cabezón de la Sal, en Cantabria.

## Biografía
Nacido en una familia de deportistas, comienza su andadura en el ciclismo a los 10 años. En el año 2000, siendo amateur, fichó por el Saunier Duval-Prodir, con el cual consiguió una victoria de etapa en edición de la Vuelta a Palencia de ese mismo año y los Campeonatos de Cantabria contrarreloj y en línea. En 2003, su último año como amateur, se proclamó campeón de España contrarreloj sub-23, lo cual le catapultó al profesionalismo.
Debutó como ciclista profesional en el año 2004 con el Saunier Duval-Prodir en el Tour de Catar, en el cual sufrió una caída. A partir de ese momento, los dos años siguientes fueron muy duros; hasta 2007, cuando explotó, consiguiendo dos victorias de etapa y la victoria en la clasificación general en la Vuelta al País Vasco.
El 14 de julio de 2008 realizó una gran etapa en el Tour de Francia, llegando con su compañero de equipo Leonardo Piepoli a la meta en Hautacam, con más de dos minutos de diferencia sobre los favoritos. Cobo no disputó la victoria y cedió el triunfo de etapa a su compañero Piepoli, ya que este demostró más fortaleza en los últimos kilómetros, esperando y animando al cántabro a que llegara con él. En la meta ambos levantaron los brazos, quedando el español octavo en la clasificación general provisional, a 2 minutos y 10 segundos del líder, el australiano Cadel Evans.
El día 17 de julio de 2008 se vio forzado a abandonar el Tour debido al positivo de su jefe de filas Riccardo Riccò, que provocó el abandono en pleno de todo el equipo Saunier. A causa del positivo de Piepoli en Hautacam, la etapa le fue adjudicada a Cobo.
El 18 de septiembre de 2009 se adjudicó la antepenúltima etapa de la Vuelta a España, con final en la Granja de San Ildefonso y con tres puertos de primera categoría. Ese mismo día fue seleccionado para disputar la prueba contrarreloj del Campeonato Mundial de Ciclismo en sustitución de Héctor Guerra, positivo por EPO en la Vuelta a Portugal.
En la temporada 2011 fichó por el equipo Geox, de Joxean Fernández "Matxín", donde coincide con corredores de la talla de Carlos Sastre o Denis Menchov.
En la Vuelta a España 2011 realiza una gran etapa en la subida del Angliru, la etapa reina, donde arrancó a falta de 7 km de meta, con fuerza y una constancía de pedaleo aplastante, y acabó consiguiendo la victoria de etapa y el liderato de la carrera en detrimento del británico Bradley Wiggins.
El 11 de septiembre de 2011 logró su mayor éxito en el ciclismo profesional, al convertirse en el vencedor de la Vuelta a España 2011, llegando de rojo a Madrid y vistiendo el maillot de líder a lo largo de 7 etapas. De esta forma se convirtió en el primer ciclista cántabro ganador de la clasificación general en una de las Grandes Vueltas.
El 13 de junio de 2019, la Unión Ciclista Internacional anunció en un comunicado que había violado las reglas antidopajes habiéndose detectado anomalías en su pasaporte biológico entre los años 2009 y 2011. De este modo, casi 8 años después de finalizada la prueba, perdería el título de la Vuelta a España 2011, siendo Chris Froome el vencedor final, aunque tendría un mes para presentar alegaciones. El 18 de julio fue confirmada la sanción tras no haber recurrido dentro del plazo establecido.

## Trayectoria

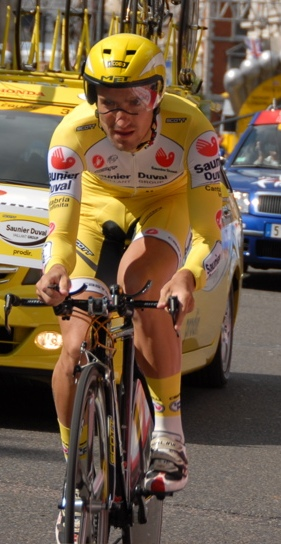
Juanjo Cobo con la equipación del Saunier Duval-Prodir, durante la disputa del Tour de Francia 2007.

### Ciclismo juvenil y aficionado
Juanjo es hijo de José "Pepito" Cobo y Maribel Acebo. Tras jugar al fútbol, atletismo y voleibol decide en 1996 dedicarse al ciclismo. En el año 2000 Joxean Fernández Matxín le contrató para su equipo en la categoría aficionado. En 2003 ganó Campeonato de España de Contrarreloj categoría Élite
.

### Ciclismo profesional

#### 2004
En su primer año como profesional Cobo no había conseguido terminar muchas carreras.

#### 2006
En 2006 llamó a Matxín para decirle que dejaba el ciclismo porque quería ser cocinero. Sin embargo Matxín habló con él y consiguió que siguiera corriendo.

#### 2007
En 2007 ganó la clasificación general de la Vuelta al País Vasco, además de conseguir también la victoria en la clasificación de la regularidad y dos victorias de etapa.

#### 2008
En 2008, participando en el Tour de Francia, quedó segundo en la etapa con final en el puerto de alta montaña Hautacam, pero sin embargo, tras la descalificación de su compañero de equipo Piepoli por dopaje, acabó consiguiendo Cobo la victoria de etapa. Durante la subida Cobo se enfadó porque su compañero le dio un relevo y quería llevar él el ritmo y subirla entara tirando de Piepoli. Sin embargo no acabaría la competición como el resto del equipo debido al escándalo de Riccardo Riccò.

#### 2009
En 2009 vuelve a decirle a Matxín, director del entonces llamando Fuji-Servetto, que lo quiere dejar porque quiere ser electricista. Tras volver a conseguir Matxín que siguiese participa en la Vuelta a Castilla y León, en donde quedó décimo en la clasificación general y logrando la victoria de etapa en la Laguna de los Peces frente a Alberto Contador. En el preparatorio para la Vuelta a España se cayó y se golpeó en un hombro. A pesar de que un médico le recomendó reposo, Cobo decide participar en La Vuelta, apareciendo en la presentación con el brazo en un cabestrillo. Consiguió la victoria de etapa con final en La Granja de San Ildefonso y concluyó décimo en la clasificación general.

#### 2010
En 2010 ficha por el Caisse d'Epargne de Eusebio Unzué, en donde a pesar de tratarle bien, no consiguió adaptarse al equipo.

#### 2011
En 2011 vuelve a las órdenes de Joxean Fernández Matxín con el ahora denominado Geox-TMC. Tras abandonar en la Vuelta a Asturias, en mayo llamó a su director para dejarlo. Sin embargo participa en la Vuelta a Burgos en donde queda tercero a 45 segundo del líder "Purito" Rodríguez, en la clasificación general de la carrera y a 9 de Dani Moreno y quedaría segundo en la etapa con subida a las Lagunas de Neila. Tras ello participa en la Vuelta a España. En la etapa de La Covatilla quedó tercero y en la etapa con final en la Farrapona clasifica en segunda posición, siendo el principal favorito tras esta etapa el británico Bradley Wiggins. Sin embargo con la subida al Angliru, donde ganó, consiguió el liderato que mantedría hasta el final de la competición con una ventaja de 13 segundos sobre Chris Froome. Tras ganar, el gobierno cántabro le entregó una réplica en bronce del Bisonte de Altamira y su pueblo le hizo un multitudinario homenaje.
Renovó contrato para 2012, pero pocos días después el equipo de Matxín se quedó sin patrocinador y en diciembre oficialmente desapareció al vencerse los plazos para conseguir otra empresa que apoyara el proyecto. Juanjo Cobo quedó sin equipo hasta el 30 de diciembre en que fue anunciado su fichaje por 3 temporadas con el Movistar Team de Eusebio Unzué, retornando al equipo por el que compitió en 2010.

## Palmarés
2007
- Vuelta al País Vasco, más 2 etapas

2008
- 1 etapa del Tour de Francia
- 1 etapa de la Vuelta a Burgos
- 1 etapa de la Vuelta a Portugal

2009
- 1 etapa de la Vuelta a Castilla y León
- 1 etapa de la Vuelta a España

2011
- Vuelta a España , más 1 etapa y la clasificación de la combinada

## Resultados en Grandes Vueltas y Campeonatos del Mundo
| Carrera              | Carrera              | 2004 | 2005 | 2006 | 2007 | 2008 | 2009 | 2010 | 2011 | 2012 | 2013  | 2014 |
| -------------------- | -------------------- | ---- | ---- | ---- | ---- | ---- | ---- | ---- | ---- | ---- | ----- | ---- |
|                      | Giro de Italia       | Ab.  | Ab.  | —    | —    | —    | —    | Ab.  | —    | —    | 116.º | —    |
|                      | Tour de Francia      | —    | —    | —    | 20.º | Ab.  | —    | —    | —    | 30.º | —     | —    |
|                      | Vuelta a España      | —    | —    | Ab.  | —    | —    | 10.º | —    | 1.º  | 67.º | —     | —    |
| Mundial en Ruta      | Mundial en Ruta      | —    | —    | —    | —    | —    | Ab.  | —    | —    | —    | —     | —    |
| Mundial Contrarreloj | Mundial Contrarreloj | —    | —    | —    | —    | —    | 42.º | —    | —    | —    | —     | —    |

—: no participa

Ab.: abandono

## Equipos ciclistas
- Saunier Duval/Scott-American Beef/Fuji-Servetto (2004-2009)
  - Saunier Duval-Prodir (2004-2007)
  - Saunier Duval-Scott (2008)
  - Scott-American Beef (2008)
  - Fuji-Servetto (2009)
- Caisse d'Epargne (2010)
- Geox-TMC (2011)
- Movistar Team (2012-2013)[13]
- Torku Sekerspor (2014)